# Гладколобые удильщики
Гладколобые удильщики (лат. Lophiodes) — род морских лучепёрых рыб семейства удильщиковых отряда удильщикообразных. Встречаются в Тихом, Атлантическом и Индийском океанах. Длина тела от 7,5 до 40 см.

## Виды
Род включает 17 ныне существующих видов:
- Lophiodes beroe J. H. Caruso, 1981
- Lophiodes bruchius J. H. Caruso, 1981
- Lophiodes caulinaris Garman, 1899
- Lophiodes endoi H. C. Ho & K. T. Shao, 2008[3]
- Lophiodes fimbriatus Saruwatari & Mochizuki, 1985
- Lophiodes gracilimanus Alcock, 1899
- Lophiodes insidiator Regan, 1921
- Lophiodes iwamotoi H. C. Ho, Séret & K. T. Shao, 2011[4]
- Lophiodes kempi Norman, 1935
- Lophiodes maculatus H. C. Ho, Séret & K. T. Shao, 2011[4]
- Lophiodes miacanthus C. H. Gilbert, 1905
- Lophiodes monodi Y. Le Danois, 1971
- Lophiodes mutilus Alcock, 1894
- Австралийский гладколобый удильщик[1] (Lophiodes naresi) Günther, 1880
- Lophiodes reticulatus J. H. Caruso & Suttkus, 1979
- Lophiodes spilurus Garman, 1899
- Lophiodes triradiatus Lloyd, 1909[5]